# EMD SD70
EMD SD70 je serija dizel-električnih lokomotiv ameriškega proizvajalca Electro-Motive Diesel (EMD). Zasnovane so bil kot odgovor na GE Dash 9-44CW. Proizvodnja SD70 se je začela ob koncu leta 1992, od takrat so zgradili čez 4000 lokomotiv - kar jo uvrššča med najbolj proizvajane moderne lokomotive.Vse lokomotive imajo šest osi v konfiguraciji C-C, se pa razlikujejo po izvedbi trakcijskega motorja in sicer na enosmerni tok: SD70, SD70M, SD70M-2 ali pa na izmenični električni tok : SD70MAC, SD70ACe, SD70ACe/lc, SD70ACS

## Galerija
- BNSF Railway SD70MAC 9819, januarja 2008
- CSX Transportation SD70ACe
- Norfolk Southern Railway SD70M-2